# Pilgrim's Pride

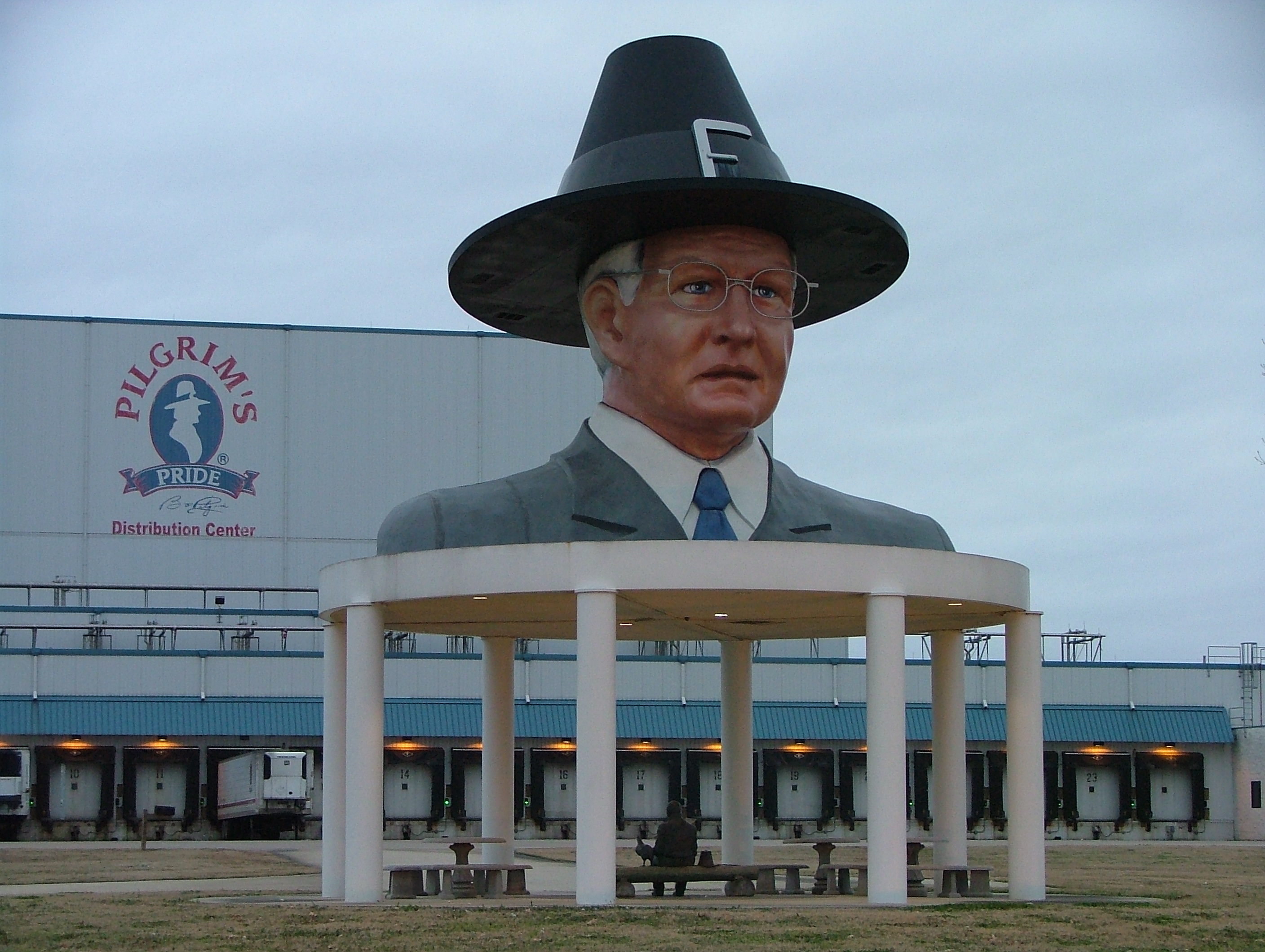
quartier général historique de Pittsburg, Texas.

Pilgrim's Pride, aujourd'hui Pilgrim's Corp., est une entreprise américaine du secteur agroalimentaire fondée en 1946, première productrice de poulet aux États-Unis, seconde au Mexique. Le quartier général est implanté à Greeley, dans le Colorado. Son chiffre d'affaires s'élève à 6,9 milliards de dollars pour un bénéfice net de 87,1 millions en 2010 et elle emploie 56 000 personnes. L'entreprise est cotée au New York Stock Exchange, avec le code NYSE : PPC.

## Histoire
Le 17 septembre 2009, l'entreprise brésilienne JBS annonce l'acquisition de 64 % du capital de Pilgrim's Pride. Après cela, JBS monte sa participation à 75,3 %.
En mai 2014, Pilgrim's Pride annonce son souhait d'acquérir Hillshire Brands pour 6,4 milliards de dollars. L'offre de Pilgrim's est conditionné à l'abandon, de l'offre d'acquisition de Hillshire Brands sur Pinnacle Foods pour 4,3 milliards de dollars, annoncée 2 semaines plus tôt.
En juillet 2014, Tyson annonce la vente ses activités de volailles au Mexique et au Brésil à Pilgrim's Pride pour 575 millions de dollars.
En septembre 2017, Pilgrim's Pride annonce l'acquisition de Moy Park, pour environ 1 milliard de dollars à JBS, qui elle-même détient toujours une participation majoritaire dans Pilgrim's Pride.
L'entreprise est critiquée par l'ONG britannique Oxfam pour les conditions de travail qu'elle impose à ses ouvriers. Afin de gagner en productivité, beaucoup sont privés du droit d'aller aux toilettes. En conséquence, certains sont contraints de porter des couches-culottes pour travailler dans leurs entreprises et « réduisent leurs prises de liquides et fluides à des niveaux dangereux ». Pour l'ONG, il s'agit d'une dégradation de la condition humaine pour des salariés qui déjà « gagnent de faibles salaires et souffrent de taux élevés de blessures et maladies ».